# 赫雷斯蒂夫卡市镇 (顿涅茨克州)
赫雷斯蒂夫卡市级市镇（烏克蘭語：Хрестівська міська громада）是乌克兰顿涅茨克州霍尔利夫卡区的市镇，行政中心为赫雷斯蒂夫卡。

## 居民点
该市镇包括一个城市（赫雷斯蒂夫卡）、5个镇和16个村庄。